# Мусульманская символика

Каллиграфическое изображение шахады

Ислам — авраамическая монотеистическая религия, утверждающая, что есть только один Бог (Аллах) и что Мухаммад — последний посланник Бога. Это вторая по величине религия в мире, насчитывающая более 1,9 миллиарда последователей, а мусульмане составляют 24,4 % населения мира.

## Цвета
Ранние исламские армии и караваны несли простые однотонные флаги (обычно чёрные или белые) для целей идентификации, за исключением молодого орла Мухаммеда, на котором была начертана шахада. В более поздних поколениях мусульманские лидеры продолжали использовать простой чёрный, белый или зелёный флаг без каких-либо отметок, надписей или символов на нём. Омейяды сражались под бело-золотыми знаменами. Аббасиды выбрали чёрный и воевали с чёрными знаменами. Фатимиды использовали зелёный стандарт, а также белый. Саудовский эмират Дирия использовал бело-зелёный флаг с изображенной на нём шахадой. Различные страны Персидского залива имеют красные флаги. На флагах арабских государств преобладают четыре панарабских цвета: белый, чёрный, зелёный и красный.

### Значения цветов
- Зелёный — Цвет праведников и джаннаты[4][5].
- Белый — Считается самым чистым цветом в исламе и цветом флага Мухаммада[6][7].
- Чёрный — Цвет Джаханнам, а также цвет Черного штандарта[8][9][10].

## Чёрный штандарт

Черный стандартный флаг

Чёрный штандарт — один из флагов Мухаммеда в мусульманской традиции. Он исторически использовался Абу Муслимом в его восстании, приведшем к революции Аббасидов в 747 году, а также связан с Аббасидским халифатом. Это также символ, связанный с исламской эсхатологией (предвестник прихода Махди). Чёрное знамя, используемое Исламским государством, отличается наличием печати Мухаммеда и шахады. Ученые интерпретировали использование Исламским государством аналогичного чёрного флага в попытках их заявления о восстановлении халифата.

## Другие символы

### Звезда и полумесяц

Османский флаг

Полумесяц обычно ассоциируется с исламом и считается его символом. Звезда и полумесяц использовались королевской семьей в Персидской империи Сасанидов, поэтому они были приняты для аналогичного использования мусульманами после завоевания региона Рашидунским халифатом. Однако этот символ стал широко использоваться только после того, как он был связан с Османской империей, которая взяла его из символа Константинополя после захвата города. В результате использования на османских землях он стал символом ислама в целом, а также представителем западного ориентализма. «Полумесяц и звезда» использовались как метафора правления исламских империй (Османской и Персидской) в конце 19 века в британской литературе. Эта ассоциация, по-видимому, была усилена все более повсеместной модой на использование полумесяца и звезды в орнаменте османских мечетей и минаретов. Напротив, в большинстве религиозных исламских публикаций подчеркивается, что полумесяц отвергается «некоторыми мусульманскими учеными». Эмблема «Красный Полумесяц» была принята добровольцами Международного Комитета Красного Креста (МККК) еще в 1877 году во время русско-турецкой войны; он был официально принят в 1929 году.
После распада Османской империи в 1922 году полумесяц и звезда использовались на нескольких национальных флагах, принятых ее государствами-преемниками. В 1947 году, после обретения Пакистаном независимости, флагом Пакистана был белый полумесяц и звезда на зеленом фоне. Полумесяцу и звезде на флаге Ливийского королевства (1951 г.) была явно дана исламская интерпретация, связанная с «историей хиджры (миграции) нашего пророка Мухаммеда». К 1950-м годам этот символизм был принят движениями арабского национализма, такими как предложенная Арабская Исламская Республика (1974 г.).

### Руб аль-хизб

Руб аль-хизб

Руб аль-хизб используется для облегчения чтения Корана. Символ определяет каждую четверть хизба, а хизб — это половина джуза. Этот символ также встречается на ряде эмблем и флагов, например, султаната Маринидов.

### Хатим
Печать пророков (хатим) — титул, используемый в Коране и мусульманами для обозначения Мухаммеда как последнего из пророков, посланных Аллахом.

### Шахада
Шахада является одним из пяти столпов ислама и частью азана. Он гласит: «Свидетельствую, что никто не заслуживает поклонения, кроме Аллаха, и свидетельствую, что Мухаммад — посланник Аллаха».
Религиозные флаги с надписями использовались в средневековый период, как показано на миниатюрах иллюстратора 13-го века Яхьи ибн Махмуда аль-Васити. На иллюстрациях XIV века к «Истории татар» Хейтона из Корика (1243 г.) и монголы, и сельджуки используют различные военные знамена.